# 馬飼野昇
馬飼野 昇（まかいの のぼる、1923年6月15日 - 1987年7月24日）は、日本のギタリスト、作曲家。

## 略歴・人物
愛知県豊橋市出身。実家の商売の仕事とギタリスト・作曲家としての活動を並行して行っていた。
また、大津美子のバックバンドを務めていた時期もあり、そのバックバンドには後に作曲家・編曲家として活動する息子の俊一と康二が参加することもあった。
1987年7月24日、64歳で死去。

## 作曲作品

### 歌謡曲
- 葵司朗
  - 「豊橋の女」（作詞：中林きみを）
- 井沢八郎
  - 「花と茨」（作詞：中林きみを）
- 橋幸夫・市丸・松島アキラ・神楽坂浮子・ビクター少年民謡会
  - 「東京オリンピック音頭」（作詞：山川茂男・佐伯孝夫）
- ブルー・シャルム[3]
  - 「風の旅」（作詞：中林きみを）
  - 「青いしぶきの弥八島」（作詞：岩瀬正雄）
- 三松桂子
  - 「旅灯り」（作詞：矢真木良）
- やしまひろみ
  - 「湖愁記」（作詞：尾崎やすひこ）
  - 「湖西音頭」（作詞：尾崎やすひこ）

### ご当地ソング
- 愛知県豊橋市
  - 「新・豊橋とんとん唄」（作詞：中村素映子）

### 校歌
- 愛知県岡崎市立六名小学校
  - 「六名小学校校歌」（作詞：中林きみを）

- 愛知県岡崎市立常磐東小学校
  - 「常盤東小学校校歌」（作詞：中林きみを）